# Nigeria-Airways-Flug 2120
Am 11. Juli 1991 stürzte eine von der Nationair Canada geleaste Douglas DC-8-61 auf dem Nigeria-Airways-Flug 2120 beim Versuch einer Notlandung nahe dem King Abdulaziz International Airport in Dschidda ab. Die Maschine war zehn Minuten zuvor vom selben Flughafen gestartet und in Brand geraten. Bei dem Unfall kamen alle 261 Insassen ums Leben. Dieser Absturz ist bislang (August 2023) der schwerste Unfall einer Douglas DC-8 und der bislang schwerste Unfall eines kanadischen Flugzeugs.

## Flugzeug und Besatzung
Im Sommer 1991 hatte Nigeria Airways eine Douglas DC-8-61 (c/n: 45982, s/n: 345, Kennzeichen C-GMXQ) der Nationair Canada gemietet, um die Maschine im Auftrag verschiedener Reiseveranstalter auf Haddsch-Flügen von Nigeria nach Dschidda einzusetzen. Diesen zeitlich begrenzten Pilgerverkehr führte Nigeria Airways getrennt von ihrem regulären Linienflugbetrieb durch. Im Rahmen des Wet-Lease stellte Nationair neben den Piloten und dem Kabinenpersonal auch einen Mechaniker sowie einen Projektmanager zur Verfügung, der die Charterflüge vor Ort koordinierte und für die Einhaltung der Flugpläne verantwortlich war.

## Wartungsmängel
Bereits am 7. Juli fiel dem kanadischen Mechaniker bei einer in Nigeria durchgeführten Kontrolle des Fahrwerks ein zu niedriger Druck in mehreren Reifen auf. Wegen der eng gestaffelten Einsatzplanung wurde aber auf einen Tausch der Räder beziehungsweise eine Befüllung der Reifen verzichtet. Die Untersuchungskommission fand später heraus, dass die ursprünglich im Wartungsprotokoll eingetragenen Reifendrücke nachträglich mit höheren Werten überschrieben worden waren. In diesem Zustand führte das Flugzeug sieben weitere Flüge durch und traf am 10. Juli um 14 Uhr Ortszeit mit einer nigerianischen Pilgergruppe in Dschidda ein. Noch am selben Abend war ein Rückflug nach Sokoto geplant, der aber aufgrund von Verzögerungen bei der Passagierabfertigung auf den nächsten Morgen verlegt werden musste.
Vor dem morgendlichen Abflug aus Dschidda bemühte sich der Mechaniker, den zur Reifenbefüllung notwendigen Stickstoff zu organisieren. Dieser war aber nur in der Werft der Saudi Arabian Airlines erhältlich, die sich in einem anderen Teil des Flughafens befand. Die Beschaffung des Stickstoffs hätte zu einer weiteren Verzögerung des ohnehin verspäteten Abflugs geführt, so dass der verantwortliche Projektmanager die Weisung erteilte, auf die Befüllung zu verzichten. Die Piloten wurden vermutlich nicht über den Zustand des Flugzeugs unterrichtet. Auf dem Weg vom Terminal zur Startbahn legte die Maschine eine Strecke von rund fünf Kilometern zurück, wodurch sich die Reifen bereits vor dem Start beträchtlich aufheizten.

## Unfallhergang

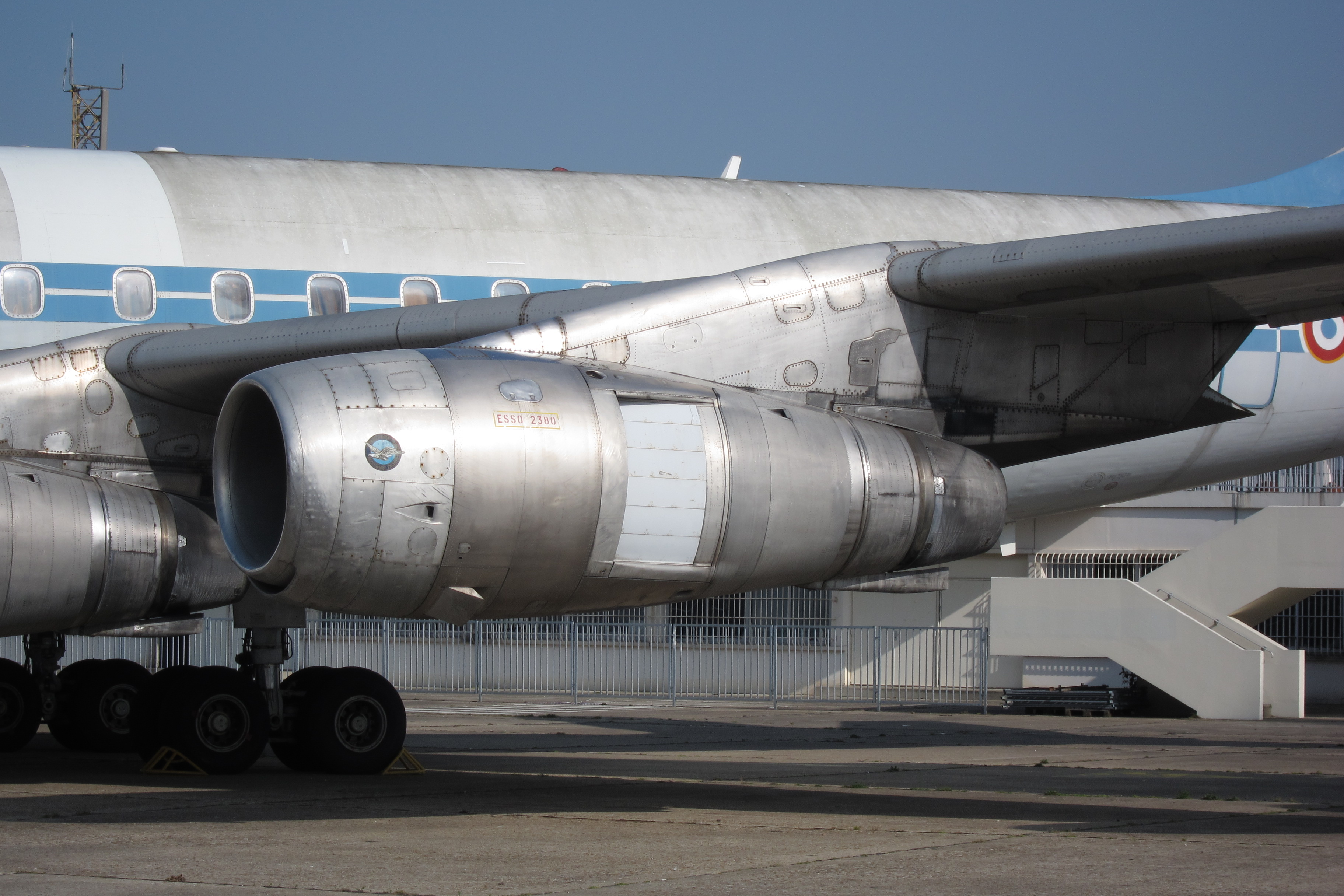
Die Douglas DC-8 besitzt zwei Hauptfahrwerke mit je vier paarweise angeordneten Rädern. Die zwei vorderen Reifen des linken Fahrwerks platzten beim Start.

Um 08:28 Uhr Ortszeit leitete die Besatzung den Startvorgang auf der Bahn 34L ein. Während die Maschine beschleunigte, platzten bei einer Geschwindigkeit von 50 bzw. 90 Knoten (93 bzw. 166 km/h) nacheinander die beiden vorderen Reifen des linken Hauptfahrwerks. Mindestens eines der Räder wurde dabei durch Reifentrümmer blockiert. Durch das Platzen der nebeneinander liegenden Reifen bekamen die vorderen Felgen sowie der Fahrwerkträger Bodenkontakt. Infolge der Reibung heizte sich das Metall extrem auf und entzündete die anhaftenden Reifenstücke. Die Besatzung hatte zwar das Platzen der Reifen registriert, brach den Startvorgang aber nicht ab. Ihr Vorgehen entsprach den Vorgaben der Nationair Canada, die ihre Piloten firmenintern angewiesen hatte, den Start im Fall eines Reifenschadens fortzusetzen. Zeugen beobachteten, wie die Maschine nach dem Abheben eine Rauchfahne hinter sich herzog, die bis zum Einziehen des Fahrwerks sichtbar blieb.
Die Douglas DC-8 besaß keine Feuerwarnung in den Fahrwerkschächten, so dass der Brand nach dem Einziehen des Fahrgestells zunächst unbemerkt blieb. Kurz nach dem Abheben zerstörte das Feuer die im Schacht verlaufenden elektrischen Leitungen, was eine Reihe von (falschen) Warnmeldungen im Cockpit auslöste. Die erste Warnung betraf ein Problem mit dem Kabinendruck. Die Besatzung teilte dies dem Fluglotsen mit und bat darum, bis zur Klärung der Situation eine Flughöhe von 2000 Fuß (610 Meter) halten zu dürfen. Dabei verwendete der Kapitän aber fälschlicherweise das Rufzeichen Nationair 2120 statt Nigeria Airways 2120.
Dies führte zu einer Verwechslung: Weil unmittelbar zuvor eine Maschine der nationalen Fluggesellschaft Saudia Arabian Airlines ein identisches Problem gemeldet hatte, bezog der Kontroller den Funkspruch auf das saudische Flugzeug. Der Lotse wies die Piloten an, auf 3000 Fuß (914 Meter) zu sinken. Die kanadische Besatzung, die sich noch unterhalb dieser Höhe befand, war durch die Anweisung irritiert, setzte aber den Steigflug entsprechend fort und bat zum Flughafen zurückkehren zu dürfen. Die Douglas DC-8 drehte anschließend in eine linke Platzrunde ein. Auch die in den nächsten drei Minuten erfolgten Mitteilungen der kanadischen Piloten bezog der Lotse fälschlicherweise auf das saudische Flugzeug, weil sie ohne Nennung eines Rufzeichnens erfolgten. Infolgedessen wurde die Platzrunde weiter als notwendig nach Süden ausgedehnt.
Inzwischen hatte der Brand im Fahrwerkschacht die dort verlaufenden Hydraulikleitungen zerstört, woraufhin die Querruder ausfielen. Die Maschine war dadurch nur noch bedingt steuerbar. Die entflammbaren Hydraulikflüssigkeiten verstärkten das Feuer, das sich anschließend unterhalb des Kabinenbodens ausbreitete und auf den rechten Fahrwerkschacht übersprang. Gleichzeitig informierte ein unidentifiziertes Crewmitglied die Piloten über Rauch in der Kabine („...smoke in the back, real bad“ bzw. auf Deutsch „...Hinten ist Rauch, richtig schlimm“). Um 08:33 Uhr zerstörte das Feuer die Verbindungen zum Flugdatenschreiber, wodurch sich die weiteren Geschehnisse an Bord nur bedingt rekonstruieren ließen. Wegen der Steuerungsprobleme und der Rauchentwicklung setzte die Besatzung einen weiteren Notruf ab, der diesmal vom Lotsen richtig zugeordnet wurde. Der Kontroller wies Nigeria Airways 2120 an, auf einen östlichen Kurs von 80 Grad zu schwenken, der das Flugzeug in die Position für den Endanflug brachte.
Trotz des Verlustes der Querruder gelang es der Besatzung, die Maschine in Richtung der drei zur Verfügung stehenden Landebahnen auszurichten. Kurz darauf wurde das Fahrwerk ausgefahren. Die plötzliche Sauerstoffzufuhr intensivierte den Brand, so dass der Kabinenboden über den geöffneten Fahrwerkschächten einbrach und mehrere Passagiere aus der Maschine stürzten. Die ersten Leichen wurden 18 Kilometer entfernt vom Flughafen gefunden. Durch die entstandene Öffnung drang das Feuer in die Passagierkabine ein und breitete sich dort durch den einströmenden Fahrtwind schlagartig aus. Dies führte zum Einbrechen weiterer Bodenabschnitte und vermutlich ebenso zu einer Beschädigung des zentralen Tanks. Die Besatzung teilte unmittelbar darauf um 08:36 Uhr per Funk mit, dass die Passagierkabine brannte („We are on fire!“). Das Flugzeug steuerte anschließend die linke Landebahn (34L) an. Weil sich der Kurs aber offenbar nicht halten ließ, entschieden sich die Piloten für eine Landung auf der mittleren Bahn (34C). Zeugen beobachteten, wie die Nase der DC-8 im Endanflug plötzlich absackte. Die Maschine schlug um 08:38 Uhr etwa 2875 Meter vor der Landebahn mit einer Geschwindigkeit von ca. 440 km/h auf und explodierte. Es gab keine Überlebenden. Die Untersuchungskommission ging davon aus, dass die Piloten kurz vor der Landung die Kontrolle über das Flugzeug verloren hatten, wobei aber auch ein strukturelles Versagen des Rumpfes infolge der Beschädigungen nicht ausgeschlossen werden konnte.

## Ähnliche Fälle
- Mexicana-Flug 940, auf dem eine Boeing 727 ebenfalls durch Feuer aufgrund eines geplatzten Reifens abstürzte.

## Verfilmung
Der Unfall wurde in der Serie Mayday – Alarm im Cockpit verfilmt.